# Wasilis Lakis
Wasilis Lakis, gr. Βασίλης Λάκης (ur. 4 września 1976 w Salonikach) – grecki piłkarz, który występował na pozycji prawoskrzydłowego.

## Kariera
Wasilis Lakis zaczynał karierę na pozycji obrońcy w 1992 w małym klubiku FAS Naoussa, gdzie grał przez 4 lata, po czym przeniósł się do Paniliakosu. Tu występował do 1998. Następnym zespołem w karierze 30-letniego pomocnika był słynny AEK Ateny. Po ME 2004 Lakis wyemigrował do Anglii, gdzie przez jeden sezon grał dla londyńskiego Crystal Palace. W tym zespole Grekowi nie wiodło się dobrze – w Premiership rozegrał zaledwie 10 meczów, więc postanowił wrócić do AEK. W Atenach grał do końca sezonu 2006/2007 i wtedy to przeszedł do PAOK–u Saloniki. Po dwóch latach spędzonych w tej drużynie odszedł do beniaminka pierwszej ligi – AO Kawala.
W reprezentacji Grecji Lakis debiutował 28 sierpnia 1999 w towarzyskim meczu z Salwadorem. W 2004 wraz z kolegami zdobył Mistrzostwo Europy, lecz Wasilis wystąpił tylko w 2 meczach wchodząc z ławki rezerwowych. Łącznie w kadrze zawodnik rozegrał 35 meczów i zdobył 3 bramki.